# Gare de Metz-Marchandises
Pour les articles homonymes, voir Marchandise (homonymie).
La gare de Metz-Marchandises était une gare ferroviaire française située dans le quartier du Sablon à Metz.
Désaffectée à la fin des années 1990, elle se trouvait à l'arrière de la gare de Metz-Ville, à l'emplacement de l'actuel centre Pompidou-Metz.
Gare aux marchandises, elle était ouverte uniquement au trafic fret.

## Situation ferroviaire

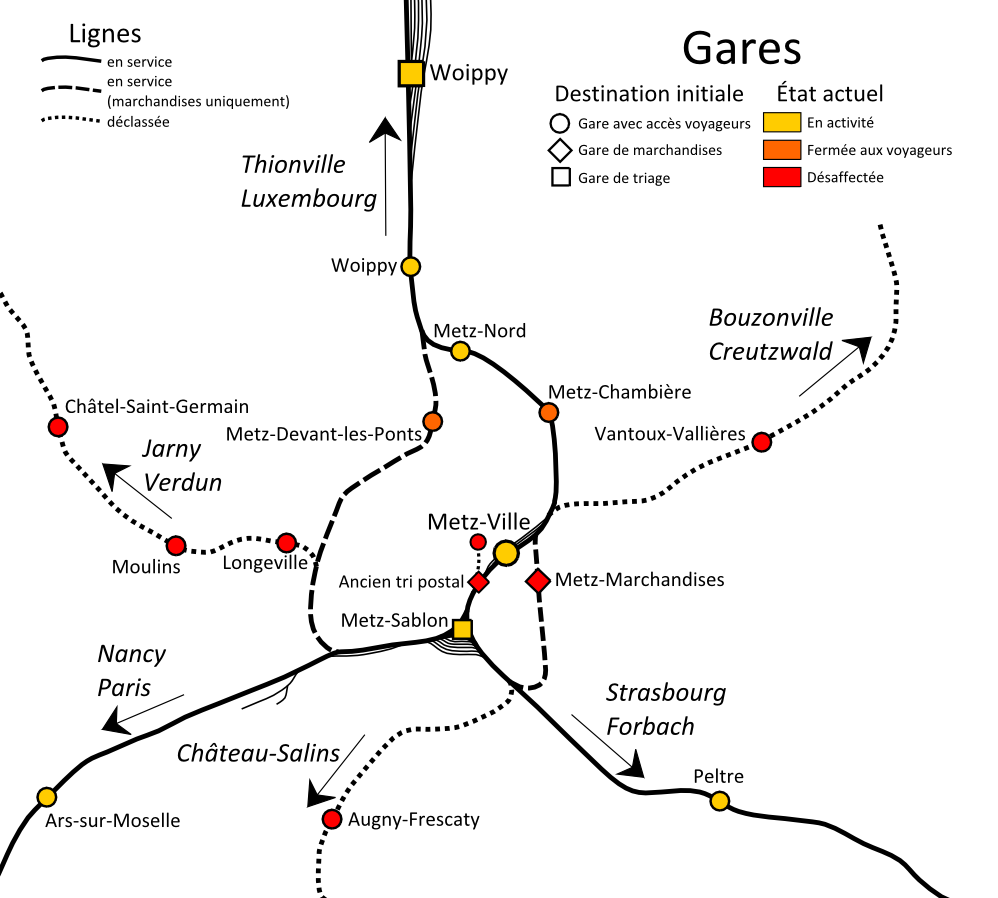
Plan du système ferroviaire de Metz.

La gare de Metz-Marchandises était située au point kilométrique (PK) 2,288 du raccordement de Metz-Ville à Metz-Marchandises.

## Histoire
La gare de Metz-Marchandises est construite à partir de 1902 par l’administration allemande. Mise en service par la Direction générale impériale des chemins de fer d'Alsace-Lorraine (EL) entre 1905 et 1908, elle est alors appelée « Neuer Güterbahnhof » (nouvelle gare aux marchandises). 
Elle se trouvait au lieu-dit « la Folie », derrière la gare de Metz-Ville, à l’emplacement d’un ancien amphithéâtre romain.
Le 19 juin 1919, la gare entre dans le réseau de l'Administration des chemins de fer d'Alsace et de Lorraine (AL), à la suite de la victoire française lors de la Première Guerre mondiale. Puis, le 1er janvier 1938, cette administration d'État forme avec les autres grandes compagnies la SNCF, qui devient concessionnaire des installations ferroviaires de Metz. Cependant, après l'annexion allemande de l'Alsace-Lorraine, c'est la Deutsche Reichsbahn qui gère la gare pendant la Seconde Guerre mondiale, du 1er juillet 1940 jusqu'à la Libération (en 1944 – 1945). La gare de Metz-Marchandises est la cible d'un bombardement le 20 octobre 1944.
Dans les années 1960, la gare de Metz-Marchandises traitait en moyenne 90 wagons par jour. Elle recevait et expédiait annuellement 360 000 tonnes de marchandises et desservait 19 embranchements particuliers.
Le Sernam s'installe sur le site dans les années 1970. La gare était ouverte en continu et fonctionnait selon le système des 3 × 8. Le trafic routier représentait une quinzaine de semi-remorques et trente à quarante véhicules légers quotidiens. Le Sernam occupait ainsi près de 8 000 m² et employait 130 personnes.
La gare de Metz-Marchandises comportait également un terminal de transport combiné exploité par la Compagnie nouvelle de conteneurs (CNC). Celui-ci est fermé dans les années 1980, son activité est alors transférée à Nancy-Saint-Georges.
Au milieu des années 1990, des négociations sont engagées entre la SNCF et la ville de Metz qui souhaite développer un nouveau quartier sur le site de la gare.
En 1998, le Sernam quitte les lieux et s'installe à Moulins-lès-Metz.
La ville de Metz achète la gare et ses terrains à la SNCF pour un montant de 200 millions de francs. Les bâtiments sont démolis au début des années 2000 pour permettre la construction du « quartier de l'amphithéâtre », avec le centre Pompidou-Metz. 
Aujourd’hui le seul vestige de cette gare est le mur de clôture en grès et fer forgé.

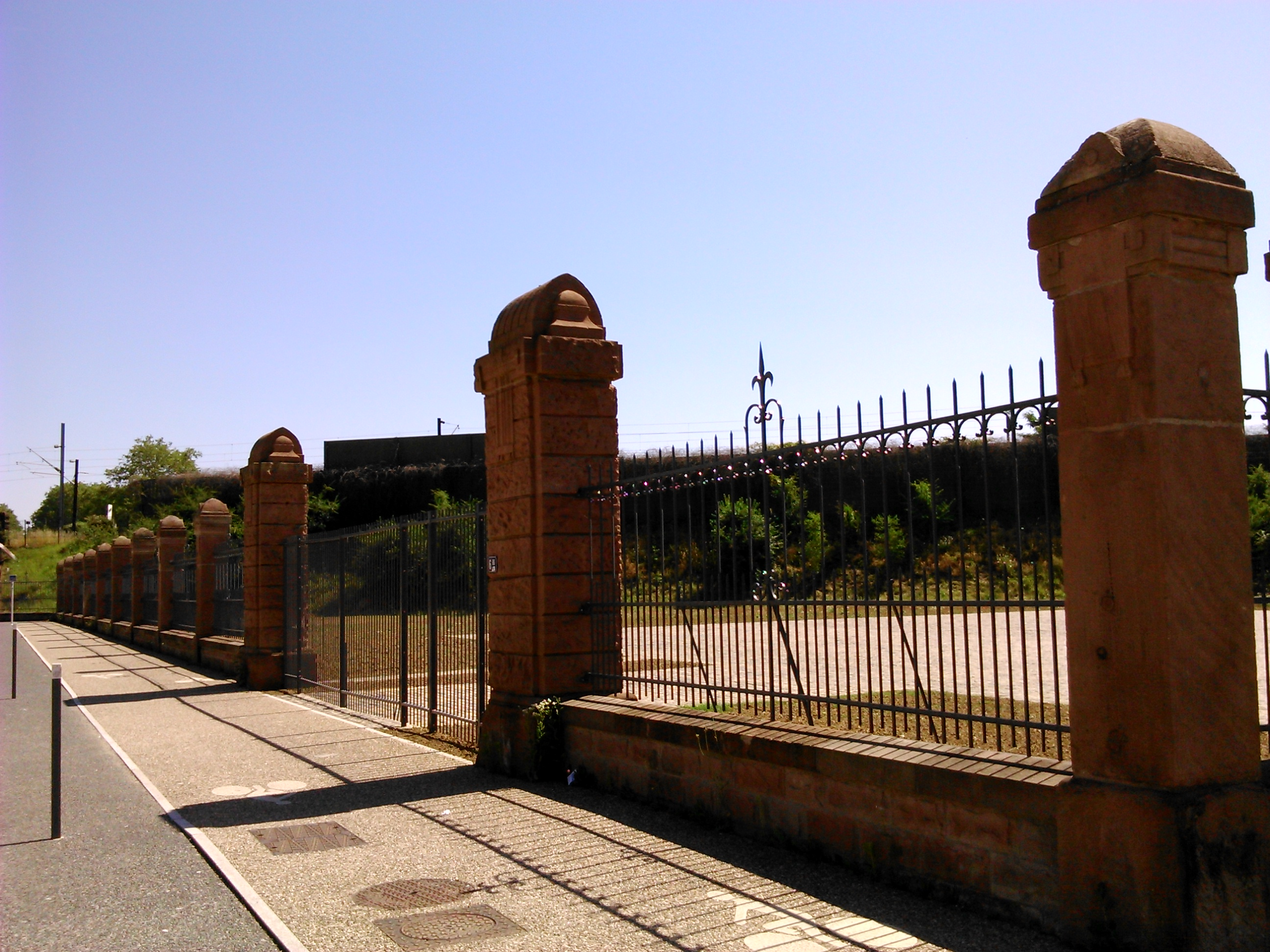
Clôture de l'ancienne gare de Metz-Marchandises, au fond les voies ferrées.